# Euhybus schildi
Euhybus schildi är en tvåvingeart som beskrevs av Axel Leonard Melander 1927. Euhybus schildi ingår i släktet Euhybus och familjen puckeldansflugor. Inga underarter finns listade i Catalogue of Life.